# Pars Oil and Gas Company
Die 1994 gegründete Pars Oil and Gas Company ist eine nationale iranische Gasgesellschaft. Das Unternehmen ist eine Tochter der National Iranian Oil Company (NIOC) und verwaltet den iranischen Teil des größten bekannten Gasfeldes der Welt: South Pars Gasfeld. Die Gesellschaft wird von Ali Vakili geleitet.

## Ausbeutungsphasen von South Pars
Die Ausbeutung des Gasfelds South Pars wurde in bisher 28 Phasen eingeteilt. Bisher sind die Phasen 1 (durch Petropars), 2+3 (durch Total, Gazprom, Petronas), 4+5 (durch Eni, Petropars), 6+7+8 (durch Statoil, Petropars) und 9+10 (durch LG bzw. inzwischen GS, OIEC, IOEC) zum Teil noch nicht vollständig in Betrieb.
Die Phasen 12 (Petropars), 15+16 (Khatam-al-Anbia) und 17+18 (OIEC, IOCE, IDRO) sind vergeben und werden errichtet.
Am 3. Juli 2017 wurde Phase 11 vergeben. Die französische Total hält 50,1 %, die CNPC 30 % und die NIOC-Tochter Petropars 19,9 %.
Die restlichen Phasen sind zum Teil vergeben, ohne dass es zu Baufortschritten kommt, oder werden noch vergeben.